# 戈雅克 (热尔省)
戈雅克（法語：Gaujac，法語發音：[ɡoʒak]）是法国热尔省的一个市镇，属于欧什区。

## 地理
戈雅克（43°28'46"N, 0°50'0"E）面积5.01 平方千米，位于法国奧克西塔尼大區热尔省，该省份为法国西南部内陆省份，北起顺时针与洛特-加龙省、塔恩-加龙省、上加龙省、上比利牛斯省、大西洋比利牛斯省和朗德省接壤。
与戈雅克接壤的市镇（或旧市镇、城区）包括：蒙戈西、蒙塔马、佩勒菲格、萨巴扬、索沃泰尔。

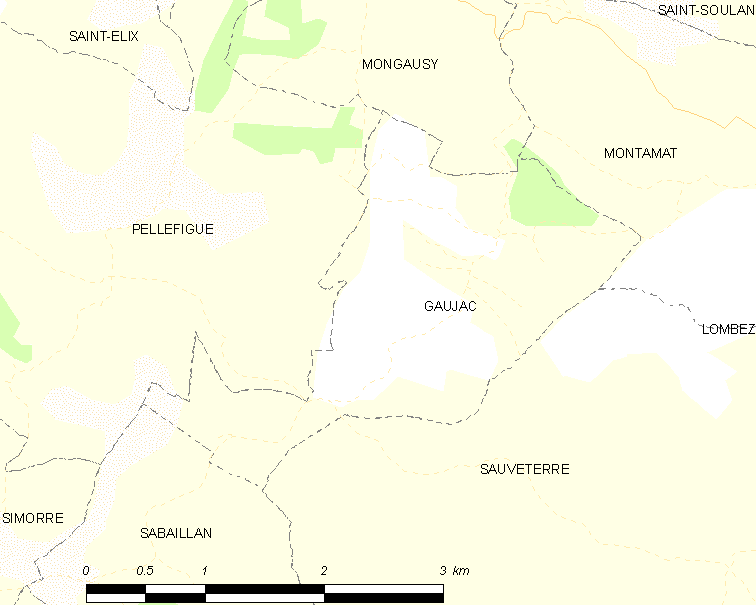
的OSM定位图

戈雅克的时区为UTC+01:00、UTC+02:00（夏令时）。

## 行政
戈雅克的邮政编码为32220，INSEE市镇编码为32140。

## 政治
戈雅克所属的省级选区为萨沃河谷县。

## 人口

1962-2008年间人口变化图示

戈雅克于2022年1月1日时的人口数量为75人。